# Шкирия, Гарпина Георгиевна
Гарпина Георгиевна Шкирия, в девичестве — Шаблицкая (1926 год, Воронежская область) — звеньевая Насакиральского совхоза Министерства сельского хозяйства СССР, Махарадзевский район, Грузинская ССР. Герой Социалистического Труда (1949).

## Биография
Родилась в 1926 году в крестьянской семье в одном из сельских населённых пунктов Воронежской области. Окончила местную начальную школу. Трудилась в сельском хозяйстве. После Великой Отечественной войны переехала в Грузинскую ССР, где трудилась рабочей на чайной плантации в бригаде Валериана Нацваладзе в совхозе с усадьбой в Насакирали (сегодня — посёлок Кведа-Насакирали Озургетского муниципалитета) Махарадзевского района.
В 1948 году собрала в 6517 килограмм сортового зелёного чайного листа на участке площадью 0,5 гектара. Указом Президиума Верховного Совета СССР от 5 июля 1949 года удостоена звания Героя Социалистического Труда за «получение высоких урожаев сортового зелёного чайного листа и цитрусовых плодов в 1948 году» с вручением ордена Ленина и золотой медали «Серп и Молот» (№ 4042).
Этим же указом званием Героя Социалистического Труда были награждены директор совхоза Михаил Георгиевич Гварджаладзе, главный агроном Шота Арсенович Кечекмадзе, труженики Насакиральского совхоза бригадир Валериан Нацваладзе, рабочие Тамара Семёновна Дарчия и Александра Андреевна Уткина.
Проживала в селе Насакирали (с 1976 года — посёлок Кведа-Насакирали). С 1982 года — персональный пенсионер союзного значения.